# Goneccalypsis lucida
Goneccalypsis lucida är en tvåvingeart som beskrevs av Hermann 1912. Goneccalypsis lucida ingår i släktet Goneccalypsis och familjen rovflugor.
Artens utbredningsområde är Taiwan. Inga underarter finns listade i Catalogue of Life.